# 6L6

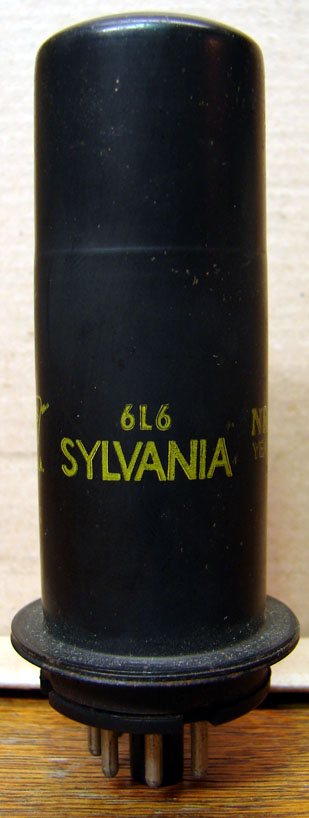
Wczesna lampa 6L6 produkcji firmy Sylvania (USA)

6L6 – lampa elektronowa, pierwsza tetroda strumieniowa mocy. Posiada cokół oktalowy, była stosowana w stopniach końcowych wzmacniaczy małej częstotliwości i prądu stałego, serwomechanizmach, zasilaczach itp.
Lampy tego typu były produkowane powszechnie na całym świecie, powstało wiele ich wersji. Kopiami tetrody 6L6 są radzieckie i polskie 6P3S.

## Historia i zastosowania

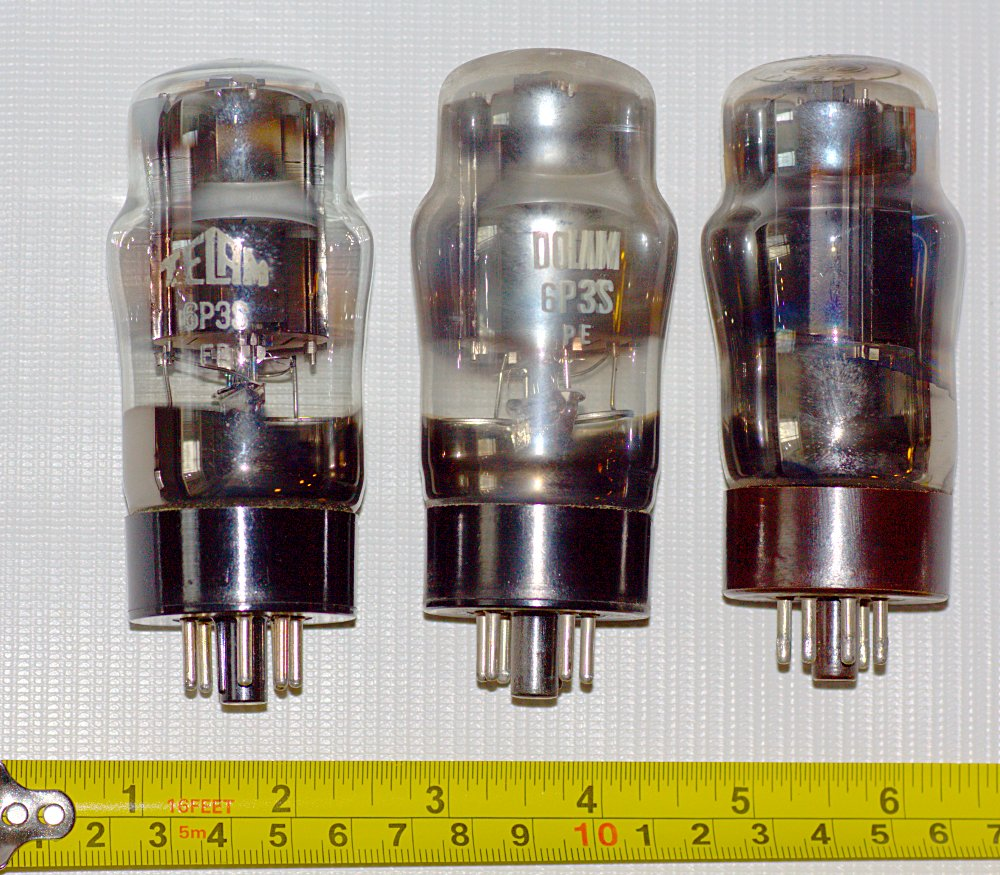
Lampy 6P3S polskiej produkcji (Telam, Dolam i ZWLE)

W 1936 firma RCA wprowadziła na rynek oktalową, posiadającą metalową obudowę, lampę 6L6 – pierwszą tetrodę strumieniową. Poprzez odpowiednią konstrukcję siatek i dodatkowe płytki skupiające wyeliminowano efekt dynatronowy. Lampa zdobyła olbrzymią popularność w USA, wkrótce ukazały się podobne tetrody: 6V6 – o mniejszej dopuszczalnej mocy, 807 – nadawcza, o zwiększonej odporności i niezawodności, 6550 – o większej dopuszczalnej mocy. Pierwsze lampy 6L6 miały obudowę metalową, później pojawiły się 6L6-G ("glass") w bańce szklanej i 6L6-GT ("glass tubular") w szklanej bańce o walcowym kształcie. Z biegiem lat wersje szklane praktycznie całkowicie wyparły metalowe.
W Europie produkcję tetrod strumieniowych podjęło wiele firm, jednak w roli lamp mocy we wzmacniaczach małej częstotliwości nadal chętniej stosowano pentody (lampy EL12 i podobne, EL34, EL84 itp). Tetrody strumieniowe natomiast często stosowano w układach odchylania poziomego telewizorów. Stosunkowo licznie występowały również w Wielkiej Brytanii (lampy oznaczone jako "KT" od "kinkless tetrode").
Lampy 6L6 były stosowane w stopniach końcowych w dużych odbiornikach radiowych i radiolach, a także w sprzęcie nagłaśniającym i profesjonalnym. Od lat 50 znalazły szerokie zastosowanie we wzmacniaczach estradowych, głównie gitarowych. Stosowano je także powszechnie w ZSRR i Rosji, gdzie są produkowane do dziś, głównie z przeznaczeniem do wzmacniaczy gitarowych. Pozostają w ten sposób jednymi z najdłużej produkowanych w sposób ciągły i w praktycznie niezmienionej formie elementów elektronicznych.
Po II wojnie światowej w Polsce produkowano lampy 6P3S (oznaczenie radzieckie lampy 6L6) w Zakładach Wytwórczych Lamp Elektrycznych (ZWLE) i Doświadczalnych Zakładach Lamp Elektronowych (DOLAM). Były produkowane na dużą skalę, choć główne zastosowanie znalazły w sprzęcie profesjonalnym, na przykład w urządzeniach laboratoryjnych, we wzmacniaczach kinowych, radiowęzłowych i nagłaśniających (KW8, WR40, WR75, ZR100/52, ZWMT, KTU100, WR550/54 i inne). W 1961 wyprodukowano w Polsce 103 tysiące tych lamp, cena detaliczna wynosiła 44 zł.

## Dane techniczne
Żarzenie:
- napięcie żarzenia  6,3 V
- prąd żarzenia 0,9 A

| Parametr                        | Wartość  |
| ------------------------------- | -------- |
| napięcie anodowe i siatki S2    | 250 V    |
| prąd anodowy                    | 72-79 mA |
| nachylenie charakterystyki (Sa) | 6 mA/V   |
| napięcie siatki                 | -14 V    |

| Parametr                        | Wartość                            |
| ------------------------------- | ---------------------------------- |
| napięcie anodowe                | 360-500 V (w zależności od wersji) |
| moc tracona na anodzie          | 19-30 W (w zależności od wersji)   |
| napięcie włókno żarzenia/katoda | 180-200 V (w zależności od wersji) |

## Odpowiedniki

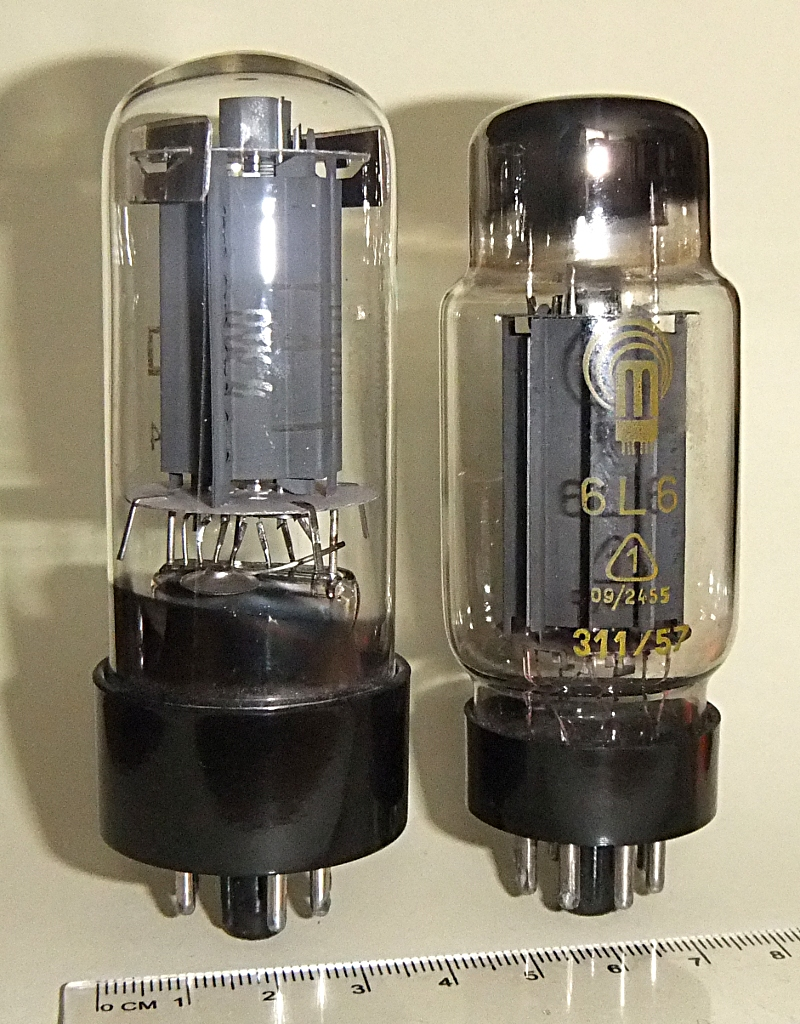
Lampy 6P3S (ZSRR) i 6L6 produkcji RFT (NRD)

Liczne wersje lampy 6L6 różnych producentów różnią się nie tylko rodzajem bańki, ale mają również różne maksymalne dopuszczalne napięcia i traconą moc. Można je spotkać pod nazwami: HF3108, HY-6L6-GX, OSW3108, 6CN5, 6L6G, 6L6GA, 6L6GB, 6L6GX, 6L6-Y, 1622, 5881, 7581. W ZSRR 6Л6С, 6П3, 6П3Б, 6П3М, 6П3С. W Polsce używano oznaczenia 6P3S, w Chinach 6P3P. Wersje o zwiększonej niezawodności i trwałości, przeznaczone do celów wojskowych, przemysłowych, lotniczych itp., nosiły nazwy 6L6WGA, 6L6WGB, 5932, a w ZSRR: 6П3С-Е, 6П3С-В, 6П3С-ЕВ.
Lampy 6BG6G (radziecka  6П7С) mają anodę wyprowadzoną osobno na górze bańki – są przez to bardziej odpowiednie do zastosowań, w których występują duże napięcia anodowe, na przykład w układach odchylania poziomego telewizorów.

## Ciekawostki
Od końca lat 40 lampy 6L6 zastosowano w stopniach końcowych wielu dużych wzmacniaczy gitarowych firmy Fender (Dual Professional, Showman, Bassman, Pro, Twin). Były one używane przez wielu znanych gitarzystów i uzyskały status "kultowych". Fender nadal produkuje wzmacniacze gitarowe na tych lampach.
W lipcowym numerze miesięcznika "Radioamator" z roku 1958 opisano zbudowany na lampach 6P3S wzmacniacz HiFi (monofoniczny), którego produkcję uruchamiano w łódzkich zakładach Fonica. Brak śladów, że rzeczywiście wszedł do produkcji, ale jeżeli był produkowany, to jest pierwszym polskim urządzeniem określanym jako posiadający parametry HiFi.